# Spaniens Grand Prix 1987
Spaniens Grand Prix 1987 var det trettonde av 16 lopp ingående i formel 1-VM 1987.

## Resultat
1. Nigel Mansell, Williams-Honda, 9 poäng
2. Alain Prost, McLaren-TAG, 6
3. Stefan Johansson, McLaren-TAG, 4
4. Nelson Piquet, Williams-Honda, 3
5. Ayrton Senna, Lotus-Honda, 2
6. Philippe Alliot, Larrousse (Lola-Ford), 1
7. Philippe Streiff, Tyrrell-Ford
8. Eddie Cheever, Arrows-Megatron (varv 70, bränslebrist)
9. Satoru Nakajima, Lotus-Honda
10. Derek Warwick, Arrows-Megatron
11. Martin Brundle, Zakspeed
12. Ivan Capelli, March-Ford
13. Riccardo Patrese, Brabham-BMW
14. Adrián Campos, Minardi-Motori Moderni
15. Michele Alboreto, Ferrari (67, motor)
16. Thierry Boutsen, Benetton-Ford (66, olycka)

### Förare som bröt loppet
- Gerhard Berger, Ferrari (varv 62, motor)
- Jonathan Palmer, Tyrrell-Ford (55, kollision)
- René Arnoux, Ligier-Megatron (55, kollision)
- Christian Danner, Zakspeed (50, transmission)
- Alessandro Nannini, Minardi-Motori Moderni (45, turbo)
- Teo Fabi, Benetton-Ford (40, bromsar)
- Andrea de Cesaris, Brabham-BMW (26, växellåda)
- Piercarlo Ghinzani, Ligier-Megatron (24, tändning)
- Pascal Fabre, AGS-Ford (10, koppling)
- Nicola Larini, Coloni-Ford (8, upphängning)

### Förare som ej kvalificerade sig
- Alex Caffi, Osella-Alfa Romeo
- Franco Forini, Osella-Alfa Romeo

## VM-ställning
| Förarmästerskapet 1. Nelson Piquet, Williams-Honda, 70 2. Nigel Mansell, Williams-Honda, 52 3. Ayrton Senna, Lotus-Honda, 51 | Konstruktörsmästerskapet 1. Williams-Honda, 122 2. McLaren-TAG, 72 3. Lotus-Honda, 57 |